# FFmpeg
FFmpeg 是一個開放原始碼的自由軟體，可以執行音訊和視訊多種格式的錄影、轉檔、串流功能，包含了libavcodec——這是一個用於多個專案中音訊和視訊的解碼器函式庫，以及libavformat——一個音訊與視訊格式轉換函式庫。
这个项目最初是由法國程式設計師法布里斯·贝拉发起的，而现在是由米夏埃尔·尼德迈尔（Michael Niedermayer）在进行维护。许多FFmpeg的开发者同时也是MPlayer项目的成员，FFmpeg在MPlayer项目中是被设计为服务器版本进行开发。

## 历史
该项目由法布里斯·贝拉（Fabrice Bellard，使用化名“Gérard Lantau”）于2000年启动，并由米夏埃尔·尼德迈尔（Michael Niedermayer）从2004年领导，直到2015年辞职。一些FFmpeg的开发者也参与了MPlayer项目。
该项目的名称灵感来源于MPEG视频标准组织，其中“FF”代表“快进”（fast forward），因此FFmpeg代表“快进动态图像专家组”。其标志是一个之字形扫描图案，显示了MPEG视频编解码器如何处理熵编码。
2011年3月13日，一组FFmpeg开发者决定将该项目分支，命名为Libav。此事件与项目管理中的问题有关，开发者们对FFmpeg的领导层存在分歧。
2014年1月10日，两名谷歌员工宣布，在过去两年中，通过模糊测试已修复了FFmpeg中的1000多个漏洞。
2018年1月，FFmpeg的一个长期组件ffserver命令行程序被移除。开发者此前已经废弃了该程序，原因是由于其使用了内部应用程序接口，导致维护工作量大。
该项目平均每三个月发布一次新版本。尽管可以从网站上下载发布版本，但FFmpeg开发者建议用户使用他们源代码Git版本控制系统中的最新构建来编译软件。

### 编解码器历史
到目前为止，FFmpeg项目已创建了两种视频编码格式及其对应的编解码器，并且有一种容器格式。这两种视频编解码器是无损的FFV1和既有无损又有损的Snow编解码器。Snow的开发已经停滞，其比特流格式尚未最终确定，因此自2011年以来一直处于实验阶段。名为NUT的多媒体容器格式不再积极开发，但仍在维护中。
2010年夏天，FFmpeg开发者Fiona Glaser、Ronald Bultje和David Conrad宣布了ffvp8解码器。经测试发现，ffvp8的速度比谷歌自己的libvpx解码器更快。从0.6版本开始，FFmpeg还支持WebM和VP8。
2013年10月，FFmpeg添加了本地VP9解码器和OpenHEVC，一个开源的高效率视频编码（HEVC）解码器。2016年，本地AAC编码器被认为是稳定的，因此移除了对VisualOn和自由高级音频编码的两个外部AAC编码器的支持。FFmpeg 3.0保留了对Fraunhofer FDK AAC编码器的构建支持。从3.4版本开始，FFmpeg支持FITS图像格式。从2018年11月的4.1版本开始，AV1可以在MP4和Matroska（包括WebM）中复用。

## 組成元件
此計劃由幾個元件組成：
- 命令列應用程式
  - ffmpeg：用於對視訊檔案或音訊檔案轉換格式
  - ffplay：一個簡單的播放器，基於SDL與FFmpeg函式庫
  - ffprobe：用於顯示媒體檔案的資訊，見MediaInfo
- 函數庫
  - libswresample
  - libavresample
  - libavcodec：包含全部FFmpeg音訊/視訊編解碼函式庫
  - libavformat：包含demuxers和muxer函式庫
  - libavutil：包含一些工具函式庫
  - libpostproc：對於視訊做前處理的函式庫
  - libswscale：對於影像作縮放的函式庫
  - libavfilter

## 參數
FFmpeg可使用眾多參數，參數內容會根據ffmpeg版本而有差異，使用前建議先參考參數及編解碼器的敘述。此外，參數明細可用ffmpeg -h顯示；編解碼器名稱等明細可用ffmpeg -formats顯示。
下列為較常使用的參數：

### 主要參數
- -i——設定輸入檔名。
- -f——設定輸出格式。
- -y——若輸出檔案已存在時則覆蓋檔案。
- -fs——超過指定的檔案大小時則結束轉換。
- -t——指定输出文件的持续时间，以秒为单位。
- -ss——從指定時間開始轉換，以秒为单位。
- -ss和-t一起使用時代表從-ss的時間開始轉換持續時間為-t的影片，例如：-ss 00:00:01.00 -t 00:00:10.00即從00:00:01.00開始轉換到00:00:11.00。
- -title——設定標題。
- -timestamp——設定時間戳。
- -vsync——增減Frame使影音同步。
- -c——指定输出文件的编码。
- -metadata——更改输出文件的元数据。
- -help——查看帮助信息。

### 影像參數
- -b:v——設定影像流量，預設為200Kbit/秒。（單位請參照下方注意事項）
- -r——設定帧率值，預設為25。
- -s——設定畫面的寬與高。
- -aspect——設定畫面的比例。
- -vn——不處理影像，於僅針對聲音做處理時使用。
- -vcodec( -c:v )——設定影像編解碼器，未設定時則使用與輸入檔案相同之編解碼器。

### 聲音參數
- -b:a——設定每Channel（最近的SVN版為所有Channel的總合）的流量。（單位請參照下方注意事項）
- -ar——設定採樣率。
- -ac——設定聲音的Channel數。
- -acodec ( -c:a ) ——設定聲音編解碼器，未設定時與影像相同，使用與輸入檔案相同之編解碼器。
- -an——不處理聲音，於僅針對影像做處理時使用。
- -vol——設定音量大小，256為標準音量。（要設定成兩倍音量時則輸入512，依此類推。）

### 注意事項
- 以-b:v及-b:a參數設定流量時，根據使用的ffmpeg版本，須注意單位會有kbits/sec與bits/sec的不同。（可用ffmpeg -h顯示說明來確認單位。）

例如，單位為bits/sec的情況時，欲指定流量64kbps時需輸入 -b:a 64k；單位為kbits/sec的情況時則需輸入 -b:a 64。
- 以-acodec及-vcodec所指定的編解碼器名稱，會根據使用的ffmpeg版本而有所不同。例如使用AAC編解碼器時，會有輸入aac與libfaac的情況。此外，編解碼器有分為僅供解碼時使用與僅供編碼時使用，因此一定要利用ffmpeg -formats確認輸入的編解碼器是否能運作。

## 支援的编码器、格式和协议

### 编码器
FFmpeg项目原生的编码器：
- Snow
- FFV1（英语：FFV1）

FFmpeg已实现的：
- ITU-T视频标准：H.261,[31] H.262/MPEG-2 Part 2, H.263[31]和H.264/MPEG-4 AVC[31]
- ITU-T音频编解码器标准：G.711 µ-law, G.711 A-law, G.721（也叫G.726 32k）, G.722, G.722.2（也叫AMR-WB）, G.723（也叫G.726 24k和40k）和G.726
- ISO/IEC MPEG视频标准：MPEG-1 Part 2, H.262/MPEG-2 Part 2, MPEG-4 Part 2和H.264/MPEG-4 AVC
- ISO/IEC MPEG音频标准：MP1, MP2, MP3, AAC, HE-AAC和MPEG-4 ALS
- ISO/IEC/ITU-T JPEG图像标准：JPEG和JPEG-LS
- SMPTE视频标准：VC-1（也称作WMV3）, VC-3（也称作AVID DNxHD）和DPX图像
- SMPTE音频标准：SMPTE 302M
- DVD论坛的相关标准 / 杜比实验室的音频编解码器：MLP（也称TrueHD）和AC-3
- 3GPP音频编码器标准：AMR-NB, AMR-WB（也叫G.722.2）
- GSM相关的语音信号编解码器：Full Rate
- Windows Media Player相关的视频编解码器：Microsoft RLE, Microsoft Video 1, Cinepak, Indeo 2, 3和5,[31] Motion JPEG, Microsoft MPEG-4 v1, v2和v3, WMV1, WMV2 and WMV3（也称VC-1）
- Windows Media Player相关的音频编解码器：WMA1, WMA2和WMA Pro
- Windows Media Player相关的语音信号编解码器：WMA Voice和MS-GSM
- RealPlayer相关的视频编解码器：RealVideo 1, 2, 3和4
- RealPlayer相关的音频编解码器：RealAudio 3, 6, 7, 8, 9和10
- RealPlayer相关的语音信号编解码器：RealAudio 1, 2 (G.728的衍生), 4和5
- QuickTime相关的视频编解码器：Cinepak, Motion JPEG和Sorenson 3 Codec
- QuickTime相关的音频编解码器：QDesign音乐编解码器2和ALAC
- Adobe Flash Player相关的视频编解码器：Sorenson 3 Codec, VP6和Flash Video (FLV)
- Adobe Flash Player相关的音频编解码器：Adobe SWF ADPCM和Nellymoser Asao
- Xiph.Org: Theora, Speex（通过libspeex实现）, Vorbis和FLAC
- Sony: ATRAC1和ATRAC3[31]
- NTT: TwinVQ
- On2: Duck TrueMotion 1, Duck TrueMotion 2, VP3, VP5,[31] VP6[31]和VP8
- RAD Game Tools: Smacker video和Bink video
- Truespeech
- RenderWare: TXD[32]

The default MPEG-4 codec used by FFmpegs the FourCC of FMP4.

### 輸出格式
- AIFF
- ASF
- AVI
- AVIF
- BFI[33]
- CAF
- FLV
- GIF
- GXF, General eXchange Format, SMPTE 360M
- HLS, HTTP Live Streaming
- IFF[34]
- ISO base media file format（包括QuickTime, 3GP和MP4）
- M2V
- Matroska（包括WebM）
- Maxis XA[35]
- MPEG-DASH[36]
- MPEG program stream
- MPEG transport stream（包括 AVCHD）
- MXF, Material eXchange Format, SMPTE 377M
- MSN Webcam stream[37]
- NUT[38]
- Ogg
- OMA[39]
- RL2[40]
- Segment, for creating segmented video streams
- Smooth Streaming
- TXD[32]
- WTV

### 协议
- IETF标准：TCP, UDP, Gopher, HTTP, RTP, RTSP和SDP
- 苹果公司的相关标准：HTTP Live Streaming
- RealMedia的相关标准：RealMedia RTSP/RDT
- Adobe的相关标准：RTMP, RTMPT（由librtmp实现），RTMPE（由librtmp实现），RTMPTE（由librtmp）和RTMPS（由librtmp实现）
- 微软的相关标准：MMS在TCP上和MMS在HTTP上

## 社區內部問題
2011年1月19日，FFmpeg的现任维护者Michael Niedermayer在邮件列表上披露，FFmpeg发生了“政变”，一些开发者占领了官方网站，关闭了其他人的寫入權限。随后政变者宣布FFmpeg “建立新政权”，维护任务将由他们接手，宣称只有维护团队才能拥有主源码库的寫入權限。
“新内阁”成员之一的Diego Biurrun解释了他们的行动，称“政變”是迫不得已，表示他们原本想联络每一个開發者，但沒成功，因为不是每个人都在IRC上，或者能及时回电话、邮件或短信。“革命”的原因是为了统一，FFmpeg社区分裂的情况严重到他们已经看不下去了。他们期望FFmpeg项目能建立一个健康而友好的开发环境。
隨後Fabrice Bellard等人於2011年3月13日跳出去開新專案，稱作Libav，Libav裡面每位成員的管理權限縮更小（至少不能任意關閉其他人更改程式碼權限）。而Debian也響應，宣布2012年要將ffmpeg指令改成avconv。
Libav跳槽之後有一定程度上更改FFmpeg的指令。

## Libav/FFmpeg版权
由于Libav、FFmpeg是在LGPL、GPL下发布的（如果使用了其中一些使用GPL协议发布的模块则必须使用GPL协议），任何人都可以在遵守协议的情况下自由使用。目前有很多播放软件都使用了Libav、FFmpeg的代码，但它们并没有遵守LGPL，GPL协议，没有公开任何源代码。Libav、FFmpeg社區便將這些違反協議的公司、組織、個人的網址貼在“恥辱大廳”（又叫“恥辱柱”）上，并與這些公司/組織/個人商討如何解決版權爭議。

## 外部連結
- 官方网站